# Tachibana Higuchi
Tachibana Higuchi (樋口 橘, Higuchi Tachibana), née le 16 mars 1975 à Kyōto au Japon, est une mangaka.  
Spécialisée dans le shōjo, elle est notamment l'auteur des mangas Gakuen Alice, Swan Lake et M to N no Shōzō. 
Elle travaille pour le magazine de prépublication Hana to Yume.
Tachibana est une dessinatrice de manga reconnue, grâce à l'énorme succès de l'Académie Alice. C'est un manga sur une école de magie, avec de multiples rebondissements et aventures.